# الحامي يسافر للبحث
الحامي يسافر للبحث رواية للأطفال كتبها إدوارد أوغسطس كيندال في عام 1798م، وأعيد طبعها في القرن التاسع عشر. من خلال استخدام تقنيات سردية جديدة لتمثيل الفكر في الخيال، كان كيندال رائدة في محاولات للكتاب لتخيل وصف تجارب الحيوانات. تدور أحداث القصة حول كلب فقد وأصيب بجروح، ويروي الكثير من القصص عن الأشخاص الذين قابلهم في رحلت العودة إلى المنزل.

## روابط خارجية
- Keeper's Travels: online text